# Ермолово (Ярославский район)
Ермолово — деревня в Ярославском районе Ярославской области. Входит в состав Заволжского сельского поселения.

## География
Находится в восточной части Ярославской области на расстоянии приблизительно 5 км на восток-юго-восток по прямой от станции Филино.

## История
В 1859 году здесь (деревня Ярославского уезда Ярославской губернии) было учтено 18 дворов, в 1898 — 38.
В деревне ведётся активное жилищное строительство многоквартирных домов и коттеджных поселков.

## Население
Численность населения: 146 человек (1859 год), 65 (русские 100 %) в 2002 году, 77 в 2010.

## Инфраструктура
Продуктовый магазин.

## Общественный транспорт
Деревня обслуживается автобусным маршрутом № 143 Ярославль-Главный — Ермолово. Остановки — «Ермолово», «ЖК «Зелёный Бор».

## Улицы[6]
Улицы: Берёзовая, Журавлиная, Ольховая, Отрадная, Рассветная, Хорошая, Широкая, Яблоневая, Важная, Славянская, Кукушкина, Изумрудная.
Переулки: 1-й.
Проезды: 1-й Рассветный, 2-й Рассветный, 3-й Рассветный, 4-й Рассветный, 5-й Рассветный, 6-й Рассветный, 7-й Рассветный, 8-й Рассветный, 1-й Берёзовый, 2-й Берёзовый, 3-й Берёзовый, 4-й Берёзовый, 5-й Берёзовый, 6-й Берёзовый, 7-й Берёзовый, 8-й Берёзовый, 9-й Берёзовый, 10-й Берёзовый, 11-й Берёзовый, 1-й Изумрудный, 2-й Изумрудный, 3-й Изумрудный, 4-й Изумрудный, 5-й Изумрудный, 6-й Изумрудный.